# 미국 국토안보부 장관

미국 국토안보부 장관(United States Secretary of Homeland Security) 또는 미국 국토안보장관은 미국의 공공 안전을 보장하는 임무를 맡은 연방 부서인 미국 국토안보부의 수장이다. 미국 국토안보부 장관은 미국 내각의 구성원이다. 이 직위는 2001년 9월 11일 테러 이후 국토안보법에 의해 만들어졌다.
새로운 부서는 주로 미국 해안경비대, 연방보호국, 미국 관세국경보호청(미국 국경순찰대 포함), 미국 이민세관집행국(국토안보부 조사 포함), 미국 비밀경호국 및 연방재난관리청 등 국토안보 역할 때문에 다른 내각 부서에서 이전된 구성요소로 구성되었다. 그러나 연방수사국(Federal Bureau of Investigation)이나 미 연방보안관(U.S. Marshals Service)은 여기에 포함되지 않는다. 이들은 계속해서 미국 법무부 산하에서 활동하고 있다.
현 국토안보부 장관은 2025년 1월 25일부터 크리스티 놈(Kristi Lynn Noem)이다. 그는 국토안보부를 이끄는 최초의 라틴계이자 이민자이다.